# Joachim Camerarius, o Jovem
Joachim Camerarius, o Jovem (1534-1598) (* Nuremberg, 6 de Novembro de 1534 † Nuremberg, 11 de Outubro de 1598) foi médico, zoólogo, humanista, botânico e naturalista alemão.

## Publicações
- Hortus medicus et philosophicus, in quo plurimarum stirpium breves descriptiones, novæ icones non paucæ, indicationes locorum natalium, obseruationes de cultura earum peculiares, atque insuper nonnulla remedia euporista, nec non philologica quædam continentur, auctore Joachimo Camerario, 1588
- Symbola et emblemataex herbiset ani-malibus, 1590—1597
- Comentários sobre Pierandrea Mattioli
- Eklekta Georgika, Sive Opuscula Quaedam de Re Rustica, partim collecta, partira composita a Joachimo Camerario. Inclytae Reipub. Norib. Medico.,. Editio iterata auctior. Noribergae (Nuremberg), Paul Kaufmann, 1596.  Esta obra é uma coletânea de tratados acadêmicos sobre agricultura extraídos de autores antigos. Ela inclui um catálogo de escritores antigos e modernos que escreveram sobre esta ciência. O livro começa com provérbios e sentenças que tratam sobre agricultura, seguidos dos preceitos práticos. Segue-se uma descrição de um antigo baixo-relevo, uma longa carta de Alberti Lolius, traduzida do italiano para o latim por Camerarius, uma outra de Eneas Sylvius, um poema neo-latino sobre a vida rústica escrito por Lazarus Bonamici e finalmente o catálogo dos autores rústicos classificados por suas nacionalidades.
- Kreutterbuch deß hochgelehrten unnd weitberühmten Herrn D. Petri Andreae Matthioli : jetzt widerumb mit viel schönen neuwen Figuren, auch nützlichen Artzeneyen, und andern guten Stücken, zum andern mal auß sonderm Fleiß gemehret und verfertigt. Franckfort am Mayn : [Johann Feyerabend für Peter Fischer & Heinrich Tack], 1590. Livro digitalizado pela Biblioteca Estadual e da Universidade de Düsseldorf
- Symbola et emblemata tam moralia quam sacra die handschriftlichen Embleme von 1587
- De plantis epitome vtilissima, 1586
- Mythologia Æsopica : in qua Æsopi fabulæ Græco-Latinæ CCXCVII, accedunt Babriæ fabulæ etiam auctiores : secundum editionem Isaaci Nicolai Niveleti : præponitur historia vitæ, morum, fortun#1, 1682